# Luis Díez Tejón
Luis Díez Tejón es un escritor español, nacido en Avilés (1946). Novelista, ensayista y articulista, tiene en su haber una obra variada que incluye diversos géneros.

## Biografía
Cursó el bachillerato en el colegio dominico de La Virgen del Camino (León) y prosiguió luego sus estudios en la Universidad de Oviedo, donde se licenció en Historia del Arte. Inició su actividad literaria ya muy joven, en la revista Camino, en los años 60. 
Escritor viajero, conferenciante y divulgador del arte, destaca sobre todo por su obra narrativa, centrada fundamentalmente en la novela, la crónica de viajes y el relato breve. En 1983 publicó Unos días nada más, una colección de relatos, a la que siguió Esta tierra en que nacimos (1987), una visión humanizada de Asturias caminada a paso lento.
En 1991 obtiene el premio Felipe Trigo de novela con El testamento de la marquesa, donde se narra la historia de un hombre que acepta un curioso reto: el de permanecer durante un año en el panteón donde reposa el cuerpo de una rica marquesa. Le sigue La noche de las termitas (1995), una novela histórica que se desarrolla en la España convulsa del Trienio Liberal. En 1999 publica El viaje más oscuro, cuya acción se desarrolla a lo largo de una extraña noche, y en 2015 la que es hasta ahora su última novela: El entierro de Lucas, una original historia que se convierte en una reflexión desenfadada y amable sobre nuestra existencia.
Es autor de diversos ensayos sobre arte y de varias monografías sobre el románico y el prerrománico asturiano. Cultiva asimismo el ejercicio periodístico en diversas publicaciones, y especialmente en las páginas del diario asturiano El Comercio, donde ha publicado más de mil artículos de opinión a lo largo de más de veinte años.
Entre su obra publicada cabe citar:
Narrativa
- Unos días nada más (1983) Relatos
- Esta tierra en que nacimos (1987)
- Vieron y hablaron de nosotros (1989)
- El testamento de la marquesa (1992) Novela. Premio Felipe Trigo 1991
- La noche de las termitas (1995) Novela
- El viaje más oscuro (1999) Novela
- El entierro de Lucas (2015) Novela

Arte y viajes
- Pepa Osorio (1992)
- Camino de Santiago (1994)
- Prerrománico y románico en Asturias (2001)
- Asturias: arte, naturaleza y vida (2001)
- Gijón, una ciudad de 2.000 años (2002)
- Asturias monumental y turística (2003)
- El románico en Lugo (2008)
- Guía artística de Oviedo (2009)[3]
- El Prerrománico, un arte de síntesis. Ensayo publicado en las actas del congreso MC Aniversario de la muerte de Alfonso III, tomo 1. Universidad de Oviedo, 2010.

En antologías
- La nube. Relato incluido en Cuentos literarios de autores asturianos (1990)
- Elogio de la palabra presa. En De libros y libreros (1996)
- Valdediós, la sombra del Rey Magno. En Relatos del paraíso (2003)
- El universo de Palacio Valdés. En Palacio Valdés y la gastronomía (2003)

Otros premios literarios
- 1979: Premio de relatos Cudillero, el pescador y la mar, por Brisa del Noroeste
- 1982: Premio Aller de cuentos por En la cabaña
- 1983: Premio Internacional de Cuentos Lena por La alambrada
- 1990: Premio Acebo de las Letras (Asturias) por Vieron y hablaron de nosotros
- 1990: Segundo premio de novela Ateneo de Valladolid por La noche de las termitas
- 1992: Premio de novela Felipe Trigo por El testamento de la marquesa